# Cerknica (gemeente)
Cerknica (Italiaans: Circonio; Duits: Zirknitz) is een gemeente in het zuiden van Slovenië in de regio Zuid-Primorska.
Cerknica telt 10.284 inwoners (2002).

## Deelraden
Cerknica is verdeeld in vijf deelraden. Naast Cerknica gaat het om Rakek, Grahovo, Begunje pri Cerknici en Sveti Vid.

## Plaatsen in de gemeente
De gemeente Cerknica telt een groot aantal dorpen en dorpjes binnen haar grenzen: Beč, Bečaje, Begunje pri Cerknici, Bezuljak, Bločice, Bloška Polica, Brezje, Cajnarje, Cerknica, Čohovo, Dobec, Dolenja vas, Dolenje Jezero, Dolenje Otave, Gora, Gorenje Jezero, Gorenje Otave, Goričice, Grahovo, Hribljane, Hruškarje, Ivanje selo, Jeršiče, Korošče, Koščake, Kožljek, Kranjče, Kremenca, Krušče, Kržišče, Laze pri Gorenjem Jezeru, Lešnjake, Lipsenj, Mahneti, Martinjak, Milava, Osredek, Otok, Otonica, Pikovnik, Pirmane, Podskrajnik, Podslivnica, Ponikve, Rakek, Rakov Škocjan, Ravne, Reparje, Rudolfovo, Selšček, Slivice, Slugovo, Stražišče, Sveti Vid, Štrukljeva vas, Tavžlje, Topol pri Begunjah, Unec, Zahrib, Zala, Zelše, Zibovnik, Žerovnica, Župeno
Bloke · Cerknica · Ilirska Bistrica · Loška Dolina · Pivka · Postojna